# 陳豪 (1839年)
陳豪（1839年—1910年8月23日），原名陳鍾錡，字藍洲，號邁庵、墨翁，又號怡園居士，晚號止庵、止庵老人，室名冬暄草堂、冬煙草堂。浙江省杭州府仁和縣人。清代政治人物，工詩、書、畫。:下冊，647:722:435 《清史稿》有傳。:13083-13084

## 生平
陳豪於道光十九年（1839年）生於浙江省杭州府仁和縣。咸豐九年（1859年），補縣學生。同治九年（1870年），舉優貢生。光緒三年（1877年），署任湖北鄖陽府房縣知縣。署任期間，陳氏勤政愛民，經常親自聽訟。當走訪鄉鎮時，陳氏往往帶備酒水、張設帷幕，或於荒祠歇息，與縣衙同甘共苦。後遇匪賊柯三江謀亂，宣揚反清復明，陳氏立刻將之逮捕及繩之於法。陳氏並於縣衙開放民眾上報訟狀文書，又諭令其他相從者自首，行杖刑後釋放他們。當向民眾徵借米糧時，陳氏既不留難，亦不挑剔，百姓遂大為喜悅。為免民眾受鴉片所害，陳氏治下又禁止種植罌粟，並徵募崇陽人種茶。其後，陳氏在光緒年間先後署任湖北德安府應城縣知縣及黃州府蘄水縣知縣。:123-124:13083-13084:1832:754:94-96
光緒十一年（1885年），陳豪獲授任漢陽府漢川縣知縣。因應襄河洪災頻仍，陳氏曾下令修築香花垸、彭公垸、天興垸等堤壩，又疏導茶壺溝、縣河口，讓接受賑濟者以工代賑。另外，毗鄰漢陽縣的新溝，冬天時常乾涸，使得船隻擱淺。當時，漢江口一些民眾常恃眾向船主索詐，陳氏遂緝捕之，並諭令禁止相關行為。其後，陳氏老病乞休，但離職之前，縣衙仍有不少久懸未決的案件。為免造成後累，陳氏特意將自己休養用的胡床搬到縣衙，以便其審理案件。另外，漢川縣適值飢荒，需要開官倉賑濟災民，有大官知道陳氏深得民心，即使陳氏有病在身仍堅請他親自開倉發賑，民眾得見陳氏遂夾道歡呼。然發賑期間，陳氏仍因病提前休歸。:123-124:13084:1832:754
光緒十八年（1890年），陳豪尋署德安府隨州知州。隨州素來盜賊猖獗，陳氏乃沿襲他署知房縣時的做法，讓民眾於縣衙上書告狀，並令犯事者自首。陳氏又選任賢紳以施行保甲制度，遂使盜風大為收斂。另外，當時有不少人透過自殘以圖敲詐，陳氏遇有此等案件，必嚴正究辦。陳氏又曾創立輔文社，選拔才雋者並親自教導。其後，曾獲朝廷保加五品銜，以表揚其在湖北多年的地方政績。光緒二十年（1892年），陳氏署知隨州二年後，準備離職退休。離職前，陳氏得知下任知縣好殺，遂花數晝夜之力判決，悉數免去已判監但情有可原之犯人的死刑。其後，陳氏以須養育年邁母親為由乞免，並歸仁和故里，但浙中一些大官仍不時拜訪陳氏商議要政。:124-125:13084:1832:754
在仁和老家居住十餘年後，陳豪卒於宣統二年七月十九日（1910年8月23日），後歸葬杭州皋亭山。陳氏生前曾在隨州重修季梁祠，及至陳氏卒後，隨州人因感念其署任知州時恩德，乃於季梁祠以西建一「遺愛祠」，以祀陳氏。:125-126:13084:94-96

## 家族
陳豪祖父陳嗣堯，有孝行。父陳啟堃，字少浦，育有四子，陳豪為長子。弟陳諤士。:123-126
陳豪育有三子。長子陳光第，為諸生。:125 次子陳漢第，亦以諸生出身，近代中國政治人物及畫家，曾入東三省總督趙爾巽幕府，辛亥革命後曾出任中華民國國務院秘書長、清史館編纂等職。:125:276 三子陳敬第，字叔通，光緒二十九年（1903年）癸卯科殿試進士，近代中國政治人物、實業家、學者及畫家，辛亥革命後以字行，中華人民共和國成立後曾任中央人民政府委員會委員等職。:125:692
陳豪曾孫、陳叔通孫兒陳難先，乃中國物理學家、中國科學院院士、清華大學教授。

## 軼事
據文史學家鄭逸梅記述，陳豪出任漢川縣知縣時，曾於金家橋畔看見兩株銀杏樹。陳氏因喜其秋容，遂歇坐其下。不久，有數名小孩前來觀樹，陳氏問他們曾否看見這兩株樹開花，其中一名小孩答道：「白果開花人不知」。陳氏驚訝此恰巧乃一七言律句，並續作為：「白果開花人不知，村兒天籟即成詩」。:188

## 評價
清代畫家李濬之於《清畫家詩史》評陳豪畫工曰：「工六法，落筆得天趣」。:第九冊，壬上，頁十七下至十八下
清代畫家張鳴珂於《寒松閣談藝瑣錄》則以「君通六法，作山水澹遠超曠，肖其胸襟焉」評價陳氏畫工。:92

## 著述及作品
陳豪著有詩集《冬暄草堂詩鈔》兩卷。:4399 畫作方面，則有《山水花卉冊》:722、《西泠印社圖》等作。

## 外部連結
- 陳豪 （页面存档备份，存于），中央研究院歷史語言研究所人名權威-人物傳記資料庫